# ЗСУ-57-2
ЗСУ-57-2 (Объект 500, C-68) — советская боевая машина, зенитная самоходная артиллерийская установка на легкобронированном гусеничном шасси.

## История создания и производства
Первыми серийными ЗСУ, созданные в СССР, стали 29К, позже ЗСУ-37, вооружённая 37-мм пушкой 61-К, но её производство ограничилось 75 боевыми машинами, выпущенными в 1945 году. Более совершенным зенитным автоматическим орудием, предназначенным для замены 25-мм и 37-мм пушек довоенного образца, стала 57-мм автоматическая пушка С-60, разработанная в конструкторском бюро В. Грабина. Однако в буксируемом варианте это орудие имело бы недостаточную мобильность для обеспечения ПВО частей бронетанковых и механизированных войск ВС Союза ССР в наступлении, поэтому уже с 1947 года, ещё до принятия С-60 на вооружение, началась разработка её спаренного варианта под обозначением С-68, предназначенного для уничтожения воздушных и наземных легкобронированных целей. Опытный образец С-68 был испытан на повозке С-79А, тогда как для серийной ЗСУ было создано шасси на основе компонентов основного и среднего танка Т-54. Новая самоходная установка получила заводское обозначение «изделие 500» и армейское — ЗСУ-57-2 и была принята на вооружение после комплексных испытаний, проведённых в 1950 году. Её серийное производство осуществлялось на заводе № 174 в Омске с 1955 по 1960 год.

## Описание конструкции

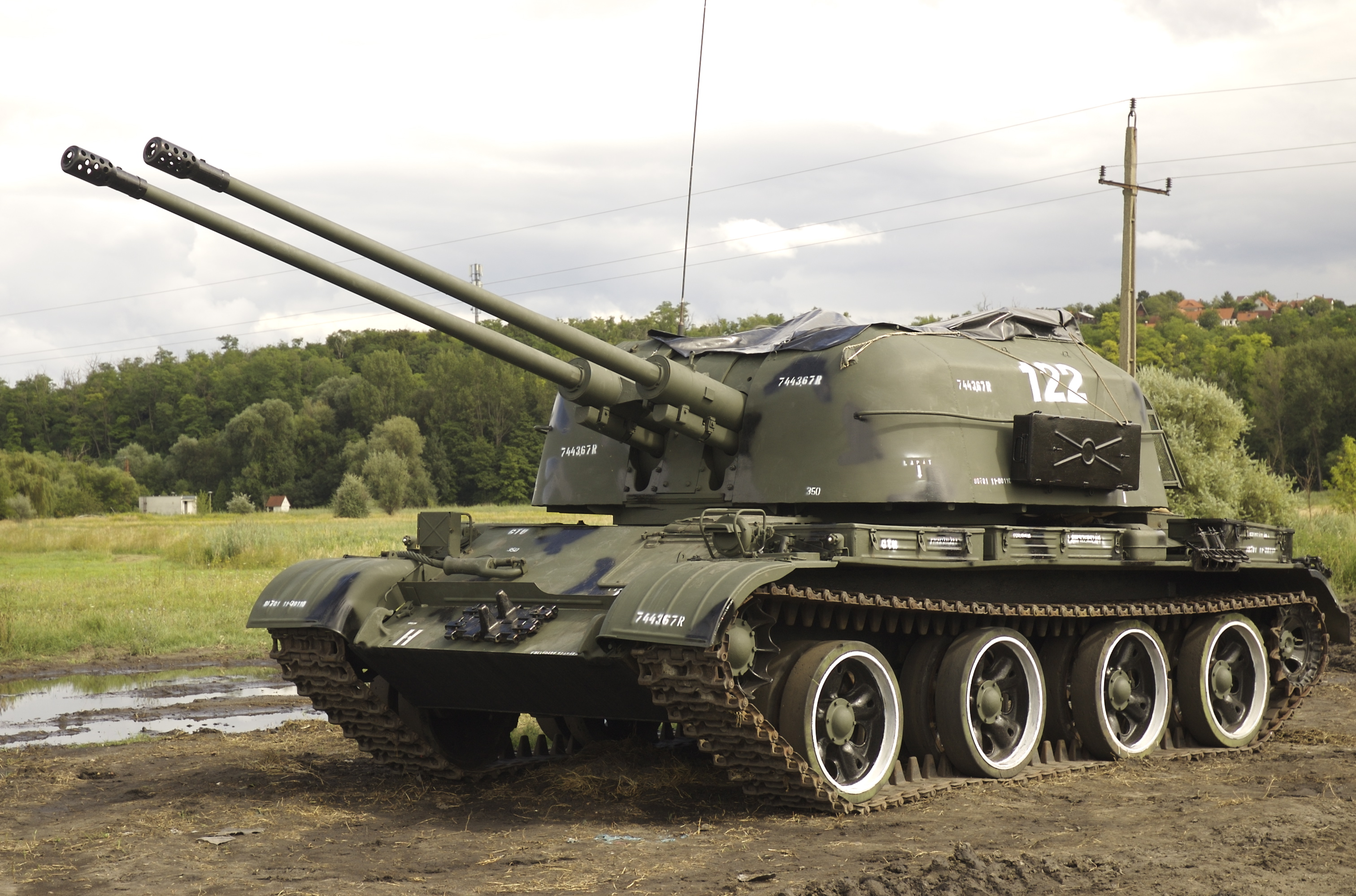
Венгерская установка в нестандартной окраске

ЗСУ-57-2 имела компоновку с расположением моторно-трансмиссионного отделения в кормовой части корпуса, а вооружения — во вращающейся башне. Экипаж ЗСУ состоял из шести человек: механика-водителя, размещавшегося в лобовой части корпуса слева; наводчика, наводчика-установщика прицела, двоих заряжающих (правого и левого орудий) и командира установки, находившихся в башне.

### Вооружение

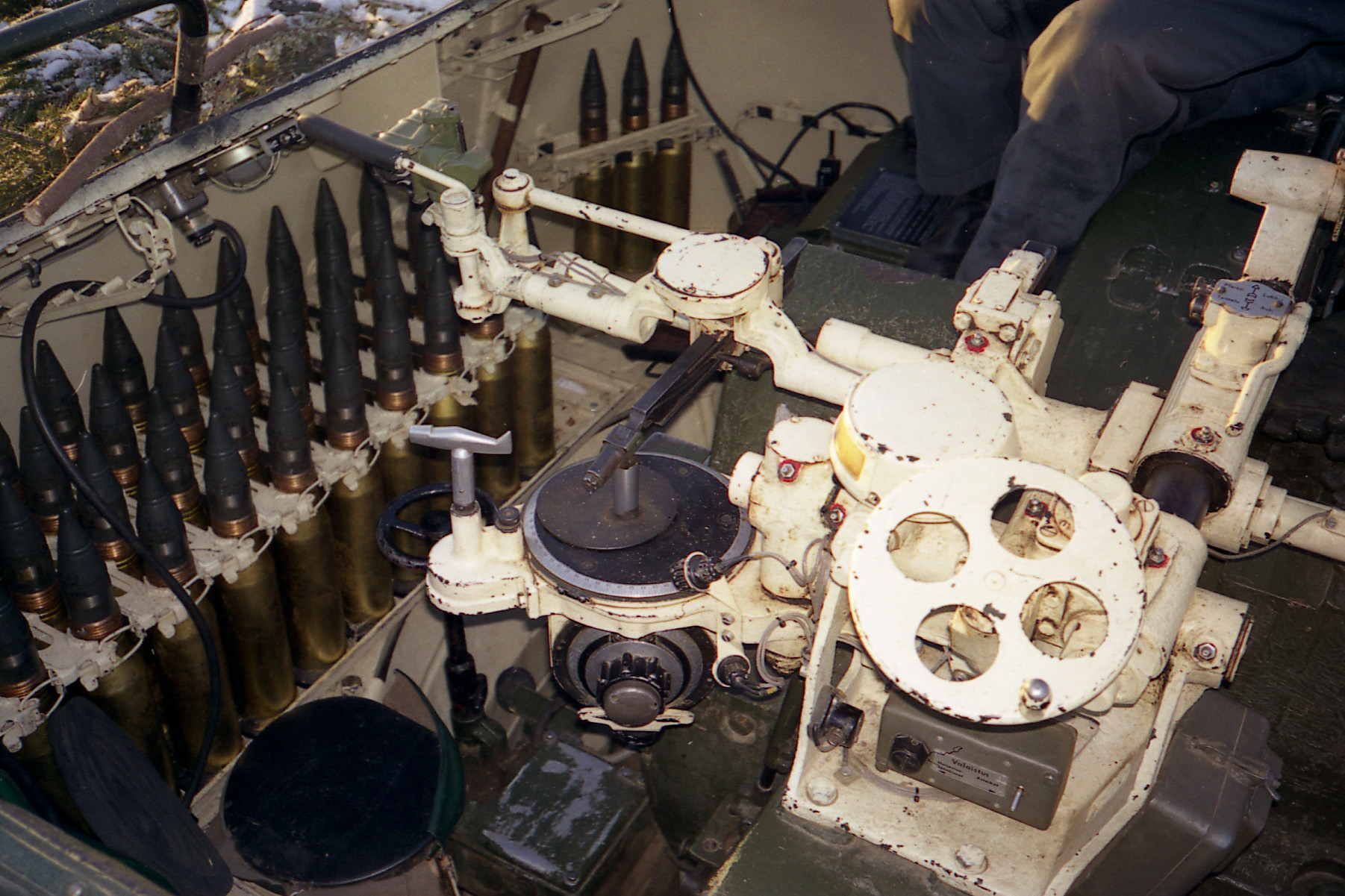
Система управления огнём (детальный ракурс)

Вооружение САУ составляло спаренное 57-мм автоматическое орудие С-68, состоявшее из двух пушек С-60 с длиной ствола 76,6 калибров / 4365 мм, отличавшихся зеркальным расположением механизмов. Автоматика С-60 работала на использовании энергии отдачи при коротком ходе ствола. Орудие имело ствол-моноблок, поршневой скользящий затвор, гидравлический тормоз отката, пружинный накатник и снабжалось дульным тормозом.
Спаренная установка соединённых люльками в единый блок орудий размещалась на цапфах на полу башни. Вертикальная, в пределах −5…+85°, и горизонтальная наводка осуществлялись при помощи электрогидравлических приводов, работавших от электродвигателя постоянной скорости вращения через гидравлический регулятор скорости. Скорость горизонтального наведения составляла 30°, вертикального — 20° в секунду. В случае отказа электропривода, сохранялась возможность ручной наводки: командир машины при этом отвечал за горизонтальное наведение, а наводчик — за вертикальное. Орудие имело обойменное питание из коробчатых магазинов на 4 выстрела, практическая скорострельность составляла 100—120 выстрелов в минуту на ствол, но предельная продолжительность непрерывной стрельбы составляла 40—50 выстрелов, после чего ствол было необходимо охладить. Боекомплект ЗСУ-57-2 составлял 300 унитарных выстрелов, из которых 176 в 44 магазинах размещались в укладках в башне, 72 в 18 магазинах находились в носовой части корпуса, а ещё 52 выстрела в не снаряжённом в обоймы виде размещались под поликом башни.
| Боеприпасы 57-мм пушки С-68       |          |                    |                   |             |                       |
| Тип снаряда                       | Марка    | Масса выстрела, кг | Масса снаряда, кг | Масса ВВ, г | Дульная скорость, м/с |
| осколочная трассирующая граната   | ОР-281У  | 6,6                | 2,8               | 153         | 1000                  |
| осколочная трассирующая граната   | ОР-281   | 6,6                | 2,8               | 153         | 1000                  |
| бронебойный трассирующий          | БР-281У  | 6,6                | 2,8               | 13          | 1000                  |
| бронебойный трассирующий          | БР-281   | 6,6                | 2,8               | 13          | 1000                  |
| бронебойный сплошной трассирующий | БР-281СП | 6,6                | 2,8               | —           | 1000                  |

| Таблица бронепробиваемости для C-68 |     |      |      |      |
| Снаряд \ Расстояние, м | 500 | 1000 | 1500 | 2000 |
| БР-281 / БР-281У (угол встречи 30°) | 90  | 80   | 70   | 60   |
| БР-281 / БР-281У (угол встречи 0°) | 110 | 100  | 85   | 70   |
| Данные по советской методике измерения бронепробиваемости. Следует иметь в виду, что в разное время и в разных странах использовались различные методики определения бронепробиваемости. Как следствие, прямое сравнение с аналогичными данными других орудий часто оказывается невозможным либо некорректным. |     |      |      |      |

## Модификации

### Объект 510
На основании приказа Министерства транспортного машиностроения № 0013 от 8 февраля 1956 года в КБ завода № 174 совместно с заводом № 342 была разработана модификация ЗСУ-57-2, оборудованная индивидуальными плавсредствами. Руководителем проекта был А. Е. Сулин. Машине был присвоен индекс «Объект 510».
В 1956 году было изготовлено два опытных образца, которые прошли государственные испытания. В 1961 году «Объект 510» был принят на вооружение. Всего было изготовлено 6 серийных машин.
«Объект 510» отличался от базового варианта установкой приспособления для навешивания стальных понтонов. Понтоны предназначались для форсирования водных преград как своим ходом, так и на буксире.
Масса машины с понтонами составила 37,8 тонн. Запас плавучести — 40 %. При движении на воде использовались два гребных винта. Движение по воде допускалось при волнении до 5 баллов. Ширина водной преграды, преодолеваемой самостоятельно, составляла 50—60 м. Максимальная скорость на плаву составляла 12 км/ч. Максимальная скорость при буксировке не более 15 км/ч.
Кроме того, при волнении моря до 2 баллов обеспечивалась стрельба по зенитным целям. Также была возможность перевозки десанта на плавсредстве до 40 человек, однако стрельба при этом была запрещена.

### Объект 520/530
К концу 1950-х годов, в связи с развитием реактивной авиации, максимальные скорости возросли до 1000—1200 км/ч, возросла манёвренность. Поэтому для эффективного противодействия таким целям понадобились автоматизированные приводы наводки в сочетании с радиолокационными комплексами.
В соответствии с постановлением СМ СССР № Ф416—211 от 17 апреля 1957 года в КБ Завода № 174 была проведена модернизация ЗСУ-57-2. Модернизация заключалась в установке 57-мм пушек СВ-68 «Березина» и малогабаритных радиооптических приборных комплексов автономного управления огнём «Десна». Руководителем проекта был назначен Г. В. Мазепа, а проект получил индекс «Объект 520».
В 1959 году были изготовлены 6 машин, которые прошли ПСИ, однако ЗСУ «Объект 520» на вооружение принята не была.

## Боевое применение
ЗСУ-57-2 были направлены на вооружение зенитно-артиллерийских батарей танковых полков двухвзводного состава, по 2 установки во взводе (всего 4 установки). Из-за небольшого объёма выпуска часть батарей была укомплектована вместо ЗСУ-57-2 установками ЗТПУ-2 на шасси бронетранспортёров БТР-40 и БТР-152.

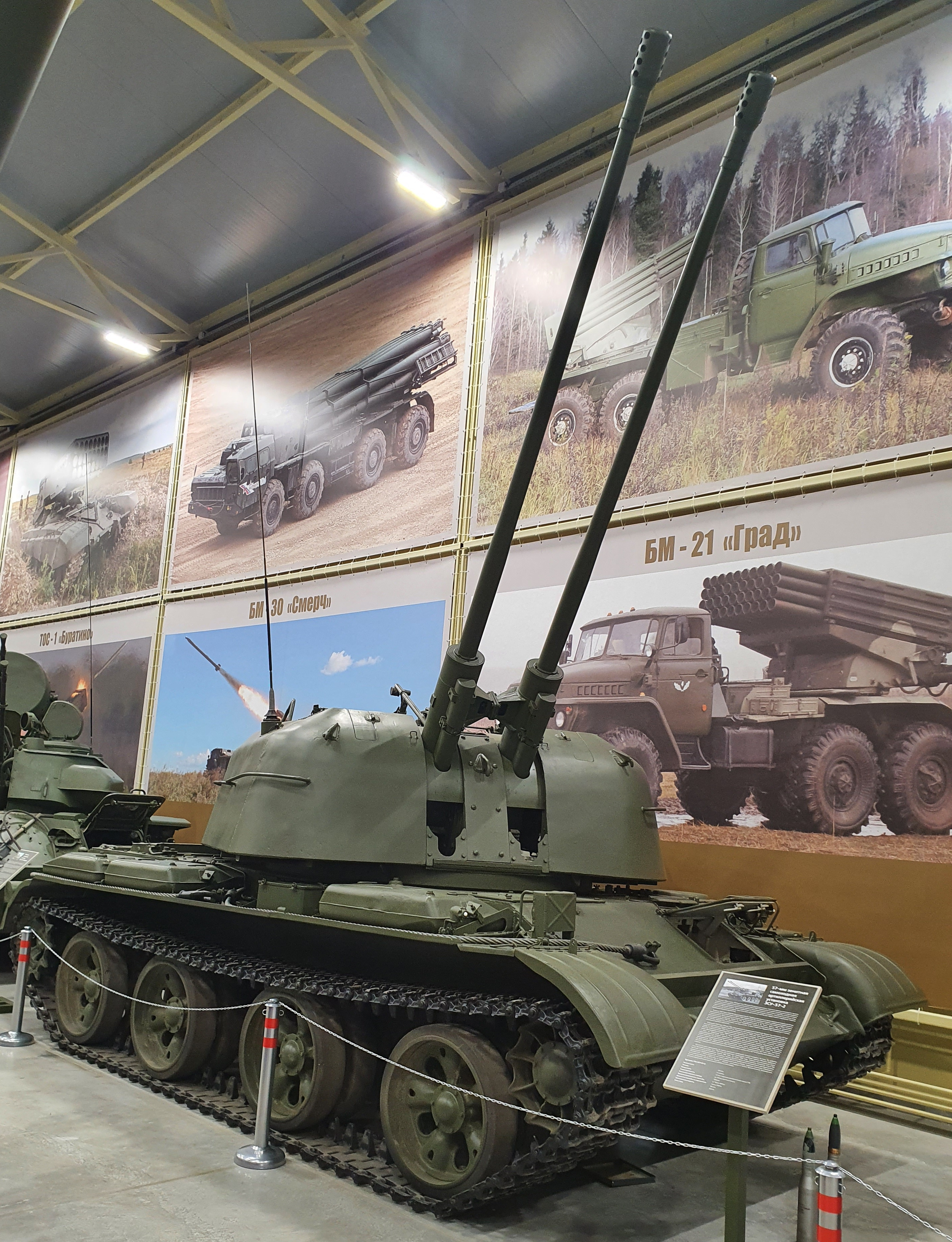
ЗСУ-57-2 в Музее отечественной военной истории в Падиково

Боевая эффективность ЗСУ-57-2 зависела от квалификации экипажа, подготовки командира взвода и была обусловлена отсутствием РЛС в системе наведения. Эффективный огонь на поражение мог вестись только с остановки; стрельба «с хода» по воздушным целям не была предусмотрена.
Сравнительная эффективность стрельбы ЗСУ-57-2 была ниже, чем батареи пушек С-60, так как последняя имела ПУАЗО-6 с СОН-9, а позднее — радиолокационный приборный комплекс РПК-1 «Ваза».
Эффективность же применения ЗСУ-57-2 была выше в силу постоянной готовности к открытию огня, самоходности, наличия бронезащиты экипажа.
ЗСУ-57-2 использовались во Вьетнамской войне, Операция «Буря в пустыне», в конфликтах между Израилем и Сирией и Египтом в 1967 и 1973 годах,
а также в ирано-иракской войне.
Из-за сравнительно низкой скорострельности и отсутствия автоматизированных радиолокационных устройств наведения высокой эффективностью эта машина не отличалась. Российский журналист Михаил Никольский заявлял, что в 1991 г. огнем ЗСУ-57-2 было сбито не менее двух бомбардировщиков "Панавиа Торнадо" при попытке атаковать иракскую авиабазу Шайбах.
В апреле 2014 года появились видеокадры использования ЗСУ-57-2 сирийской армией в боях в окрестностях Дамаска.
Боевая эффективность

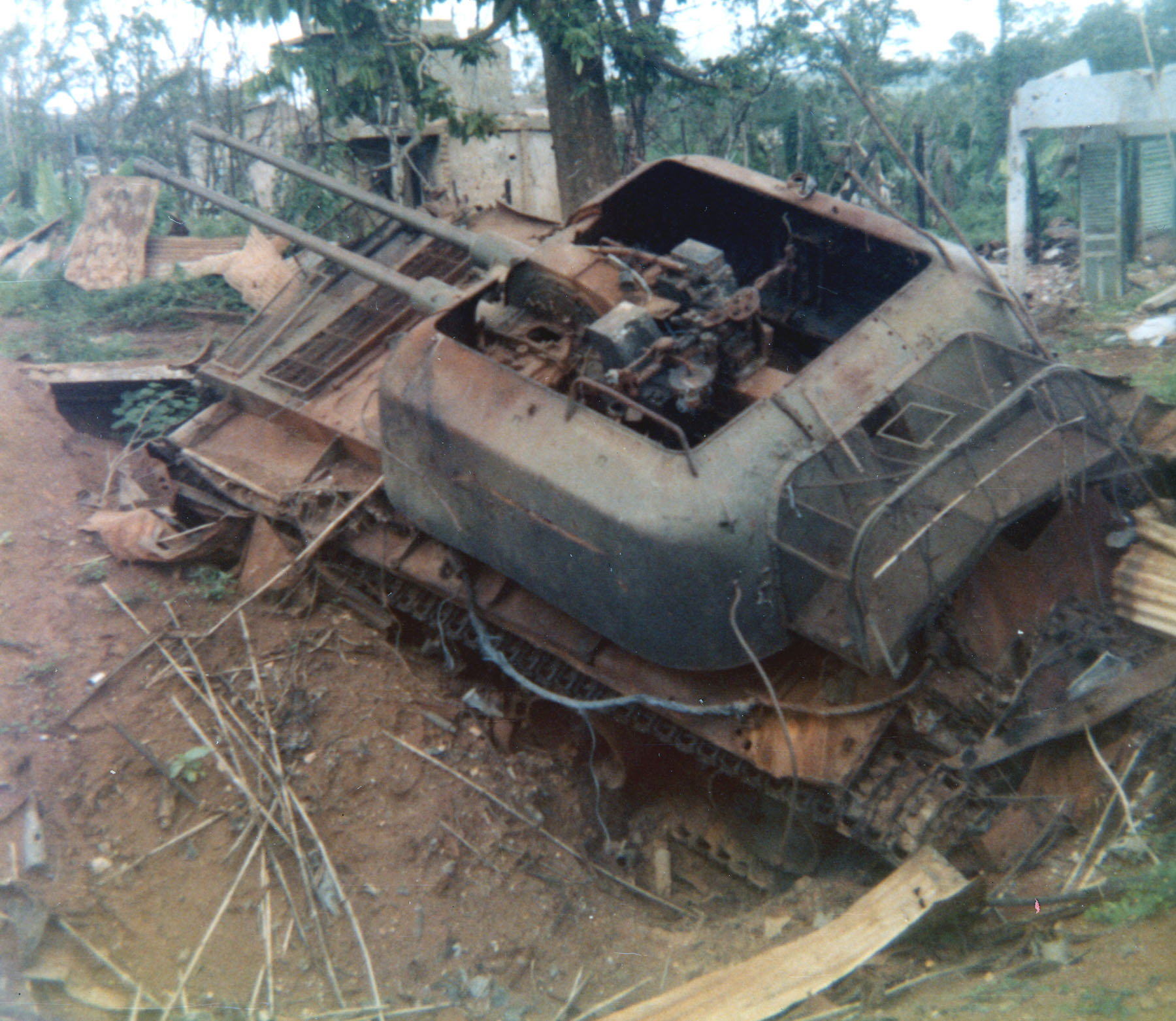
Уничтоженная северовьетнамская ЗСУ-57-2 в Южном Вьетнаме, 1972 год

Помимо перечисленных факторов (низкая скорострельность и отсутствие автоматизированных радиолокационных устройств наведения), для оценки эффективности установки необходимо принять во внимание следующее:
В период 1950—1957 годов (период создания ЗСУ-57-2) в иностранных армиях не имелось лучших ЗСУ.
В армии США имелась ЗСУ M19 на шасси лёгкого танка M24 «Чаффи», разработанные в 1945 году, и M42 на шасси лёгкого танка M41, поступавшие в войска с 1954 года. Вооружение — спаренная 40-мм пушка «Бофорс».
В вооружённых силах Великобритании имелась ЗСУ на базе танка «Крусейдер», созданная в 1943 году, вооружённая одноствольной 40-мм пушкой «Бофорс» L60.
Все эти установки имелись в незначительном количестве, в особенности в сравнении с численностью фронтовой авиации ВВС СССР.
40-мм пушка «Бофорс» L60 имела скорострельность 120 выстр/мин на ствол, начальную скорость снаряда 875 м/с, вес снаряда 0,934 кг, то есть баллистически уступала орудию С-68 по всем значимым показателям.
Все эти установки оснащались оптическими прицелами и в силу этого не были эффективнее, чем ЗСУ-57-2. Лишь в 1956 году появились первые установки ЗСУ M42A1 с РЛС T50, но их количество также было невелико.
Боевая эффективность ЗСУ-57-2, как и других современных ей ЗСУ, определялась не уровнем самой установки, а стремительным развитием авиации, прежде всего — ростом скоростей и всепогодностью фронтовой авиации, которым ЗСУ полкового уровня ПВО в 1950-х годах противопоставить было практически нечего, а также тем, что все новейшие достижения радиоэлектроники внедрялись прежде всего в артиллерии и в авиации.
Кроме того, в вооружённых силах всех государств в 1950-х годах не была разработана тактика и подход к прикрытию механизированных подразделений на марше от современных самолётов, равно как в авиации не была выработана тактика надёжного поражения малоразмерных бронированных целей при больших скоростях полёта самолётов.
Далее, при оценке боевой эффективности ЗСУ-57-2 необходимо учитывать, что она являлась не единственным средством ПВО танкового полка, а средством коллективной ПВО от самолётов, летящих на высотах до 4000 м, так как высоты до 1000 м перекрывались зенитными пулемётами ДШК/ДШКМ, которых в танковом полку было столько же, сколько единиц бронетехники.
Поэтому критика именно советской системы является, по большей части, необоснованной и не учитывающей соотношения сил ВВС СССР и возможных противников на конкретных ТВД. По расчётам военных специалистов, наступающие танковые и механизированные дивизии были надёжно прикрыты фронтовой истребительной авиацией на МиГ-15 (произведено более 13 000), МиГ-17 (более 7 000) и МиГ-19 (около 1 800), а истребительная авиация противника, более малочисленная, чем советская, была связана противодействием ударной авиации на Ил-28 (произведено около 6 000), поэтому массовое применение ЗСУ не предусматривалось.
Кроме того, критика не учитывает тот факт, что внедрение ЗСУ-57-2 шло параллельно с насыщением войсковой ПВО системами С-60, которые имели большую эффективность при условии приведения в боевое положение, которое достигалось за 2 минуты, и что освоение ЗСУ-57-2 помогло в выработке оптимальной структуры подразделений самоходной зенитной артиллерии.

## Операторы

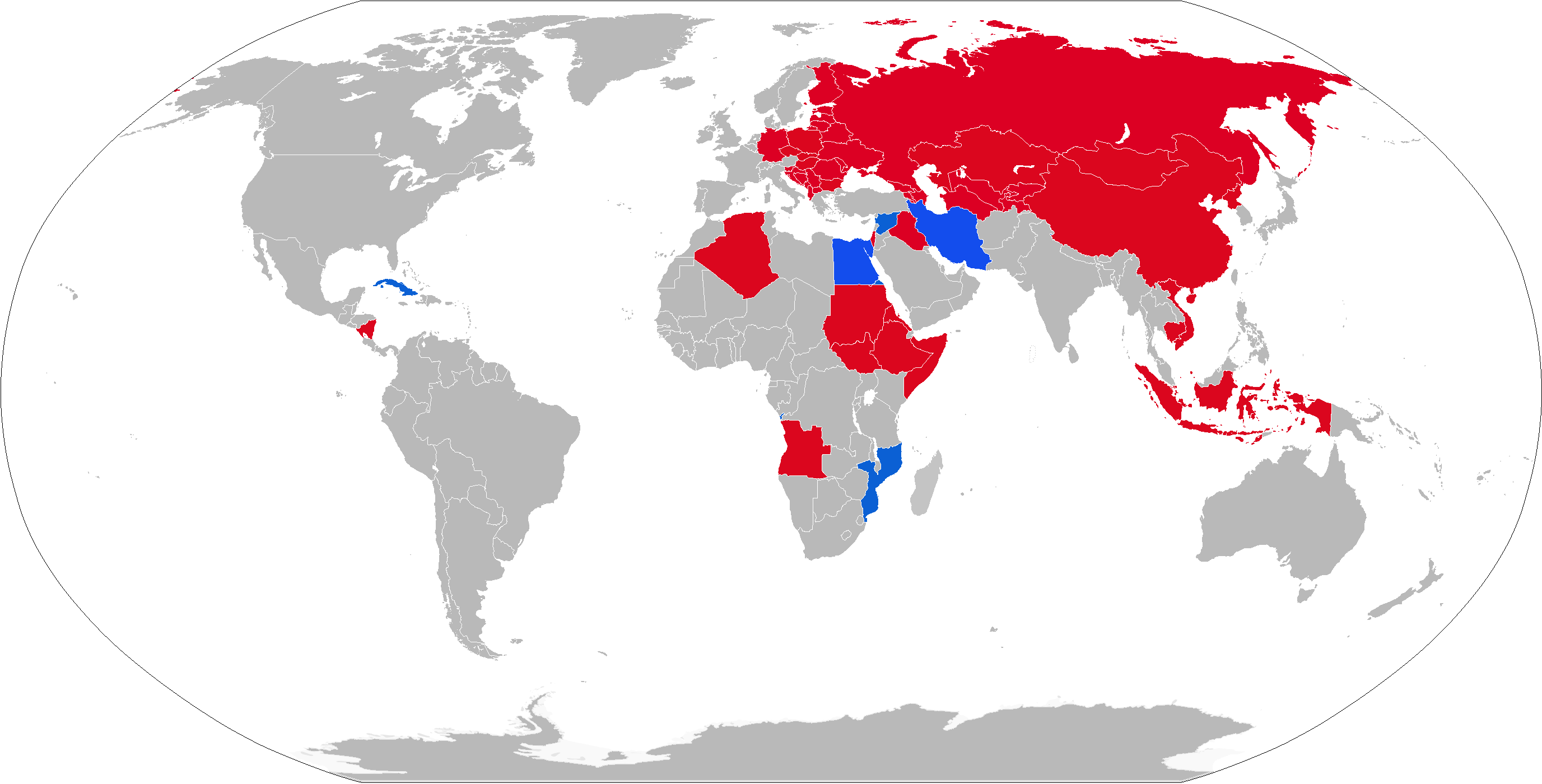
Операторы ЗСУ-57-2

### Современные
- Египет — 40 ЗСУ-57-2, по состоянию на 2021 год[10]
- Иран — 80 ЗСУ-57-2, по состоянию на 2021 год[11]
- Куба — не более 25 ЗСУ-57-2, по состоянию на 2023 год[12]
- Мозамбик — 20 ЗСУ-57-2, по состоянию на 2021 год[13]
- Сирия — около 10 ЗСУ-57-2, по состоянию на 2021 год[14][15]
- КНДР — до 250 единиц ЗСУ-57-2, по состоянию на 2016 год[16]

### Бывшие
- Алжир — от 20 до 45 ЗСУ-57-2, по состоянию на 2016 год[17]
- СССР — перешли к образовавшимся после распада государствам
- Ангола — 40 ЗСУ-57-2 поставлены из СССР в период с 1975 по 1976 год[18][19], сняты с вооружения[20]
- Босния и Герцеговина — 6 ЗСУ-57-2, по состоянию на 2010 год[21]
- Венгрия — 40 ЗСУ-57-2 поставлены из СССР в 1966 году[18][19], сняты с вооружения[22]
- Вьетнам — 100 ЗСУ-57-2 поставлены из СССР в период с 1971 по 1973 год[18][19], современный статус неясен[23]
- ГДР — 129 ЗСУ-57-2 поставлены из СССР в период с 1957 по 1961 год[18][19]
- Ирак — 100 ЗСУ-57-2 поставлены из СССР в период с 1971 по 1973 год[18]
- Никарагуа — до 10 ЗСУ-57-2, по состоянию на 2016 год[24]
- Польша — 129 ЗСУ-57-2 поставлены из СССР в период с 1957 по 1961 год[18][19], сняты с вооружения[25]
- Россия — некоторое количество ЗСУ-57-2, по состоянию на 2010 год[26]
- Румыния — 60 ЗСУ-57-2 поставлены из СССР в период с 1965 по 1966 год[18]
- Сербия — некоторое количество, по состоянию на 2007 год[27]
- Сирия — 250 ЗСУ-57-2 поставлены из СССР в период с 1967 по 1973 год[18][19] — сняты с вооружения[28][29]
- Украина — 30 ЗСУ-57-2 по состоянию на июнь 2015 года[источник не указан 3674 дня]
- Финляндия — 12 ЗСУ-57-2 поставлены из СССР в период с 1960 по 1961 год, использовались под обозначением LyPsv SU-57[18][19], сняты с вооружения[30]
- Эфиопия — 10 ЗСУ-57-2 поставлены из СССР в 1978 году[18]
- Югославия — 100 ЗСУ-57-2 поставлены из СССР в период с 1960 по 1961 год[18]

## Фотогалерея

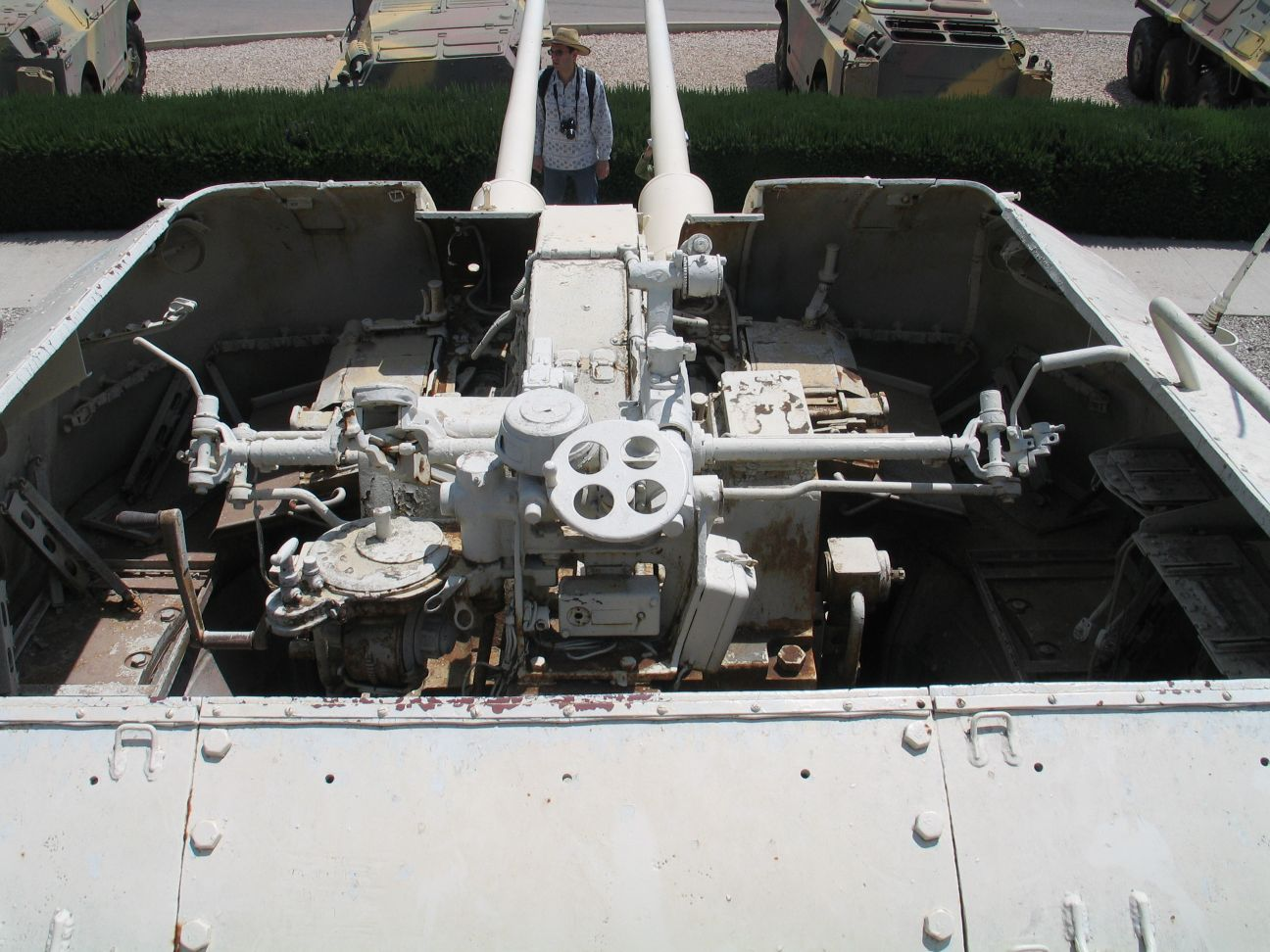
Вид сверху
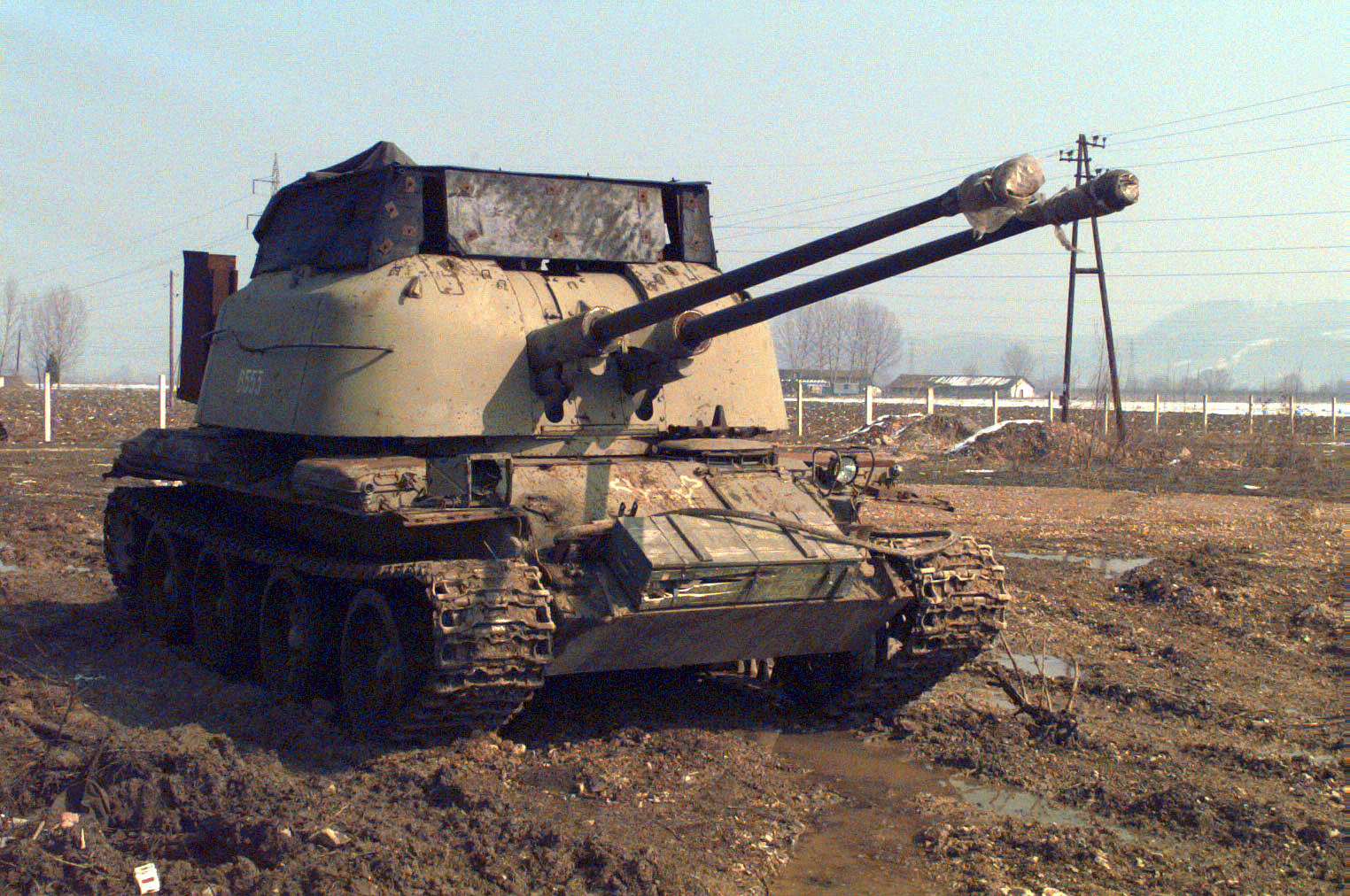
ЗСУ-57-2 Войска Республики Сербской с кустарной бронерубкой сверху, что предполагает её использование в качестве САУ
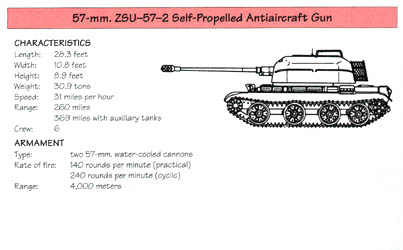
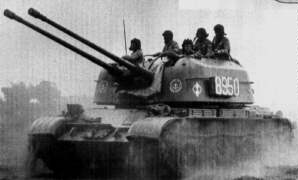
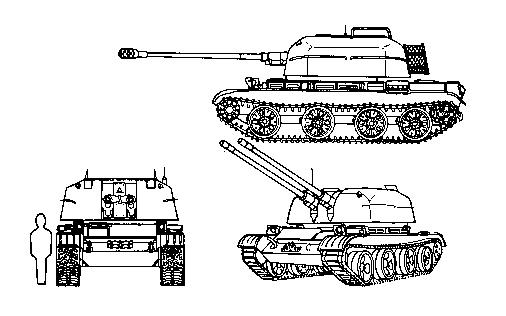
Компоновочная схема
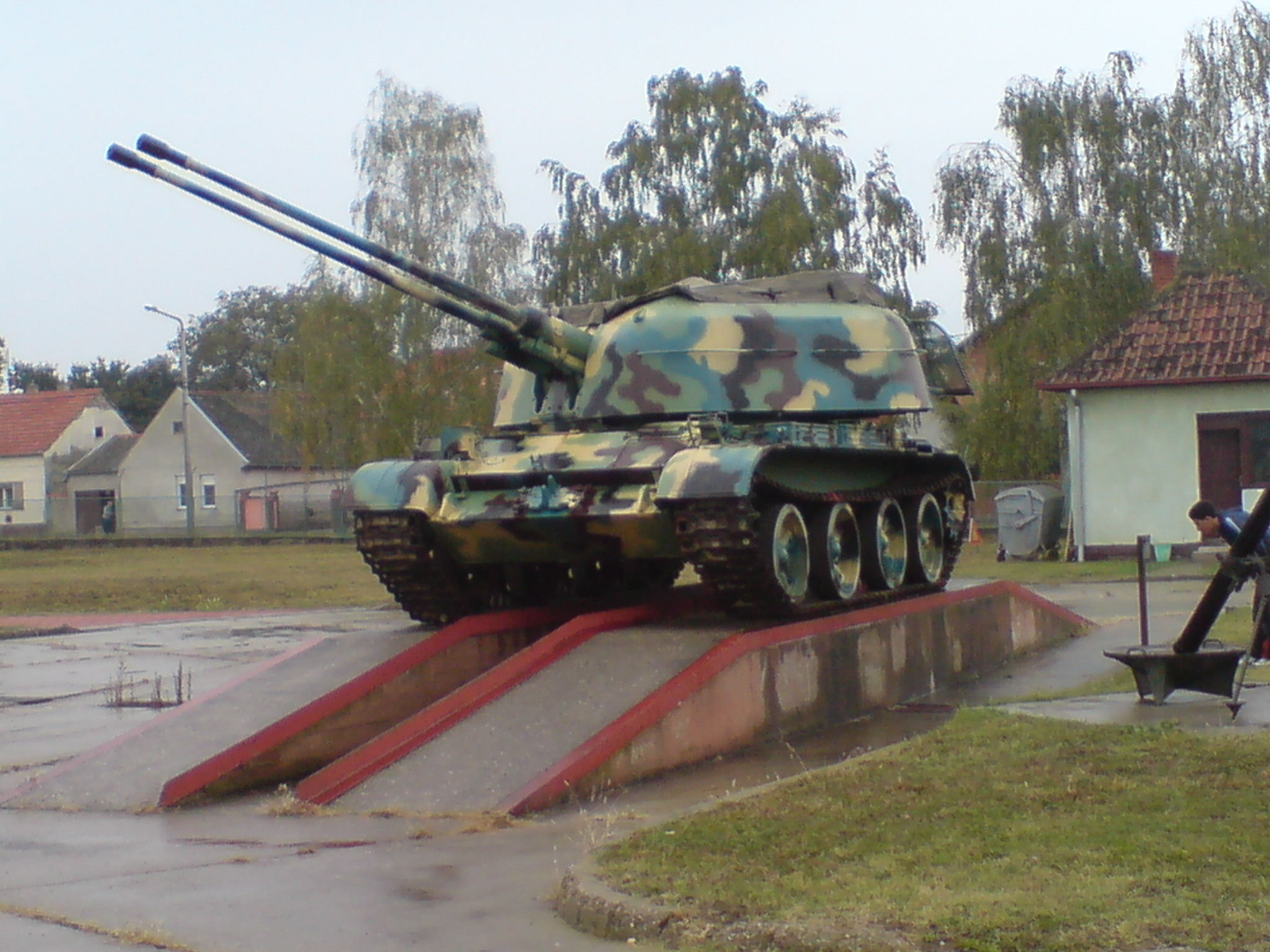
Хорватская ЗСУ-57-2
ЗСУ-57-2 на параде в Москве 1 мая 1964 г.